# Vatellus grandis
Vatellus grandis är en skalbaggsart som beskrevs av Jean Baptiste Lucien Buquet 1840. Vatellus grandis ingår i släktet Vatellus och familjen dykare. Inga underarter finns listade i Catalogue of Life.